# Ruy Ramos
Ruy Gonçalves Ramos Sobrinho ou apenas Ruy Ramos (em japonês: ラモス瑠偉, Ramosu Rui; Mendes, 9 de fevereiro de 1957) é um ex-futebolista e treinador de futebol brasileiro, naturalizado japonês.

## Carreira em clubes
Ruy Ramos teve uma passagem vitoriosa pelo Black Power do Ipiranga (time de várzea tradicional de São Paulo) antes de começar a sua carreira profissional em 1977, quando o futebol japonês ainda era disputado por clubes de empresas (o Tokyo Verdy, onde ele se destacou, era chamado de Yomiuri). Permaneceu na equipe (já rebatizada Verdy Kawasaki desde 1992) até 1996, tendo uma passagem curta pelo Kyoto Purple Sanga, entre 1996 e 1997, retornando ao Verdy Kawasaki, ainda em 1997. Encerrou a carreira no ano seguinte, mas retornou ao futebol em 2002, no Okinawa Kariyushi, acumulando as funções de jogador e consultor técnico. Deixou o clube após desentendimento com a direção e encerrou definitivamente a carreira de jogador aos 45 anos.

## Seleção Japonesa
Defendeu a Seleção Japonesa de 1990 a 1995, disputando 32 partidas e marcando apenas um gol, estando presente nas Eliminatórias para as Copas de 1990 e 1994. Ficou muito perto de disputar o Mundial dos EUA, aos 37 anos (seria o terceiro jogador mais velho da competição, caso o Japão se classificasse). Mas o gol do iraquiano Jaffar Omran Salman, no final do jogo, arruinou os planos japoneses de disputar sua primeira Copa. Foi o golpe definitivo para a carreira internacional de Ramos, que ainda jogou a Copa Rei Fahd de 1995 antes de encerrá-la.
Foi o melhor jogador pela seleção japonesa no Super Star Soccer, jogo do antigo Super Nintendo.

## Carreira como treinador
Após pendurar as chuteiras, atuou como conselheiro técnico para o Ryūkyū.
Depois iniciou-se como treinador, onde comandou a Seleção Japonesa de Futebol de Areia.
Em janeiro de 2006, foi nomeado treinador de seu ex-time Tokyo Verdy, recém-rebaixado da J-League 1 depois de uma decepcionante temporada de 2006 na J-League 2, levando-o de volta à J-League 1. Depois disso, renunciou e se tornou diretor executivo do clube
Em 2009, retornou ao comando da Seleção Japonesa de Futebol de Areia, permanecendo ate 2013.
Seu último clube foi o FC Gifu, entre 2014 e 2016.

## Vida pessoal
Ruy foi casado com Hatsune Ramos entre 1984 e 2011, quando ela morreu. O ex-jogador, que é pai de 2 filhos, chegou a sofrer um derrame cerebral em dezembro de 2016, mas conseguiu se recuperar.

## Títulos
Verdy Kawasaki
- Asian Club Championship: 1987-88
- Japan Soccer League: 1983, 1984, 1986-87, 1990-91, 1991-92
- Japan Soccer League Cup: 1979, 1985, 1991
- J. League: 1993, 1994
- Copa do Imperador: 1984, 1986, 1987
- Supercopa Japonesa: 1994, 1995

Japão
- Copa da Ásia 1992